# مغارة كراكوف

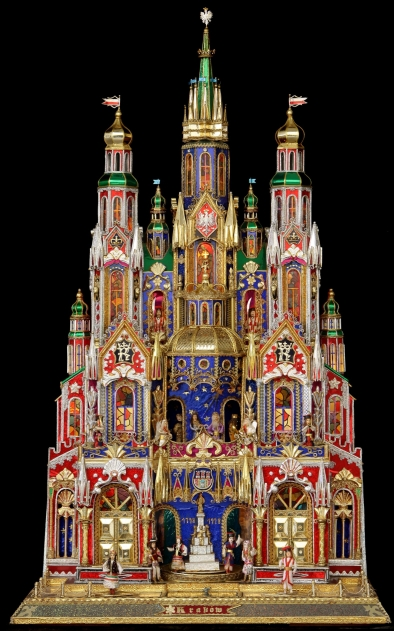
تمثيل لمغارة ميلاديّة من مدينة كراكوف.

مغارة كراكوف أو (بالبولنديَّة: Szopka krakowska، نقحرة: كراكوف شوبكا) هو تمثيل لمغارة الميلاد خاص ومتربط في مدينة كراكوف البولنديَّة، وهو من تقاليد عيد الميلاد القادمة من كراكوف، والتي يعود تاريخها إلى القرن التاسع عشر. ميزة هذا التمثيل هو استخدام المباني التاريخية لمدينة كراكوف خصوصًا القلاع والقصور كخلفية لميلاد يسوع.
يعتبر تقليد المغارة أقدم من شجرة عيد الميلاد تاريخيًا، إذ كان تصوير مشاهد ولادة يسوع منتشرًا في روما خلال القرن العاشر، وكان القديس فرنسيس الأسيزي قد قام عام 1223 بتشييد مغارة حيّة، أي وضع رجلاً وامرأة لتمثيل مريم ويوسف وطفلاً لتمثيل يسوع مع بقرة وحمار المستمدين من نبؤة أشعياء حول المسيح، وانتشرت بعد مغارة القديس فرنسيس هذا التقليد في أوروبا ومنه إلى مختلف أنحاء العالم وليصبح جزءًا من الثقافة المسيحية، وهي تمثل حدث الميلاد. دخل تقليد المغارة الأراضي البولندية في العصور الوسطى.